# أنطونيو دي سبينولا
أنطونيو دي سبينولا (بالبرتغالية: António de Spínola) (و. 1910 – 1996 م) هو سياسي، وضابط من البرتغال ولد في إستريموز.
ويحمل رتبة عسكرية فريق أول .

## روابط خارجية
- أنطونيو دي سبينولا على موقع IMDb (الإنجليزية)
- أنطونيو دي سبينولا على موقع مونزينجر (الألمانية)
- أنطونيو دي سبينولا على موقع قاعدة بيانات الفيلم (الإنجليزية)